# Nina Zilli
María Chiara Fraschetta (Piacenza, 2 de febrero de 1980), conocida como Nina Zilli, es una cantautora italiana.

## Biografía
Criada en Gossolengo a las afueras de Piacenza, comenzó a actuar a los 13 años, influenciada por las músicas punk y rock de los años setenta.
Estudió canto lírico (como soprano) y piano en el conservatorio y pasó su infancia en Irlanda, donde se hizo bilingüe (italiano e inglés). En 1997 fundó una banda llamada The Jerks.
Después de la secundaria cursada en el liceo científico Respighi Piacenza, vivió durante dos años en los EE. UU. (Chicago y Nueva York), en donde madura su identidad musical, saturada de géneros como el R & B, reggae, soul, Motown y música italiana de los años sesenta.
Debuta en televisión como Videojockey para MTV y luego como coanfitrión junto a Red Ronniecon la última edición de Roxy Bar en TMC2.
En 2001, con un nuevo grupo, Chiara y Gliscuri, publica para Sony el sencillo “Todos al mar”. A este siguieron colaboraciones con artistas y bandas de rocksteady/reggae, tales como Africa Unite (BOMBOCLAAT Crazy) y Franziska, con quienes llevó a cabo una gira europea.
En el año 2009 con el nombre de Arte, que combina el nombre de su cantante favorita, Nina Simone, con el apellido de la madre, firma un contrato con Universal y lanza así su primer EP homónimo: Nina Zilli. El sencillo “50.000”, realizado en conjunto con Giuliano Palma, obtiene un buen éxito de radio  y después se incluyó en la banda sonora de la película de Ferzan Ozpetek Mine vaganti (Tengo algo que decirles) y en el videojuego Pro Evolution Soccer 2011 junto a otro sencillo llamado “El infierno”. En Nina Zilli figuran autógrafos musicales de sonidos soul y R & B, un recordatorio de los años sesenta, como en la canción “El amor vendrá”, cover en italiano de la canción “You Can't Hurry Love” (con el texto escrito por Pino Cassia), una canción llevada al éxito por The Supremes en 1966.

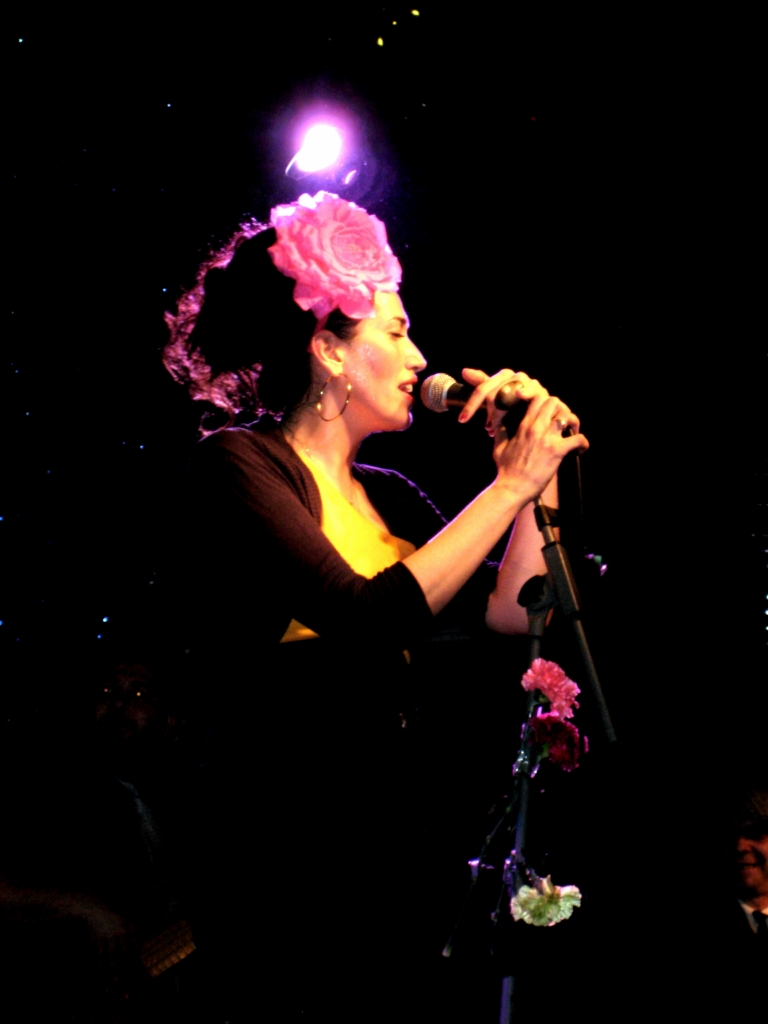
Nina Zilli

Compitiendo en la categoría de «Sanremo Nueva Generación» para el 60 º Festival de la Canción (2010) con la canción “L'uomo che amava le donne” (“El hombre que amaba a las mujeres”), Nina Zilli llegó a la final a cuatro y ganó el premio de la crítica «Mia Martini» Premio de la Prensa Radio TV y el Premio Assomusica 2010, este último a la mejor actuación en vivo.
El 19 de febrero de 2010 sale su álbum Sempre Lontano (Siempre Lejos), el cual llega al puesto número 12 del top álbum FIMI, para permanecer en el top 20 en las semanas siguientes y alcanzó el puesto 5 a la quinta semana de haber salido el álbum declarándola de esta forma  la revelación del Festival. No solo como un éxito en ventas sino también de radio comercial: “El hombre que amaba a las mujeres” se planta en el puesto 19 en el Airplay ranking, para luego bajar hasta el puesto 14 y así ser una de las canciones más difundidas por las emisoras de radio italianas. A finales de abril, el álbum Siempre Lejos es consagrado disco de oro, lo que confirma el éxito del álbum y del sencillo cantado en Sanremo.
En 2010 participa en el concierto anual de mayo en la Plaza de San Giovanni, en Roma. En mayo de 2010 participa en los Wind Music Awardsen la arena de Verona y es seleccionada como «Artista Revelación». El 5 de noviembre lanzó su nuevo sencillo “Bacio d'a(d)dio” (“Un beso de adiós”), el primer sencillo del álbum Siempre Lejos edición Especial, el cual incluirá un DVD con el concierto completo celebrado en el Notas Azul de Milán.
En 2012, vuelve a participar en el Festival de San Remo, en la categoría principal «Artisti», con la canción “Per sempre”. En el transcurso del festival es elegida para representar a Italia en el Festival de la Canción de Eurovisión 2012 en Bakú, Azerbaiyán. Participó con la canción “L'amore è femmina”, la cual da título a su segundo álbum, consiguiendo el noveno puesto, con 101 puntos.

## Discografía
- 2009,  Nina Zilli EP
- 2010,  Sempre lontano
- 2012,  L'amore è femmina
- 2015,  Frasi & fumo
- 2017,  Modern Art

### Sencillos
- 2009,  50mila (con Giuliano Palma)
- 2009,  L'inferno
- 2009,  L'amore verrà
- 2010,  L'uomo che amava le donne
- 2010,  Bacio D'a(d)dio
- 2012,  Per Sempre
- 2012,  L'amore è femmina
- 2012,  Per le strade
- 2012,  Una notte
- 2015,  Sola
- 2015,  #RLL (Riprenditi le lacrime)
- 2016,  Uno Di Quei Giorni (feat. J-Ax)
- 2017,  Mi Hai Fatto Fare Tardi
- 2017,  Domani Arrivera (Modern Art)
- 2018,  Senza Appartenere
- 2018,  1xUnAttimo